# بلشویک

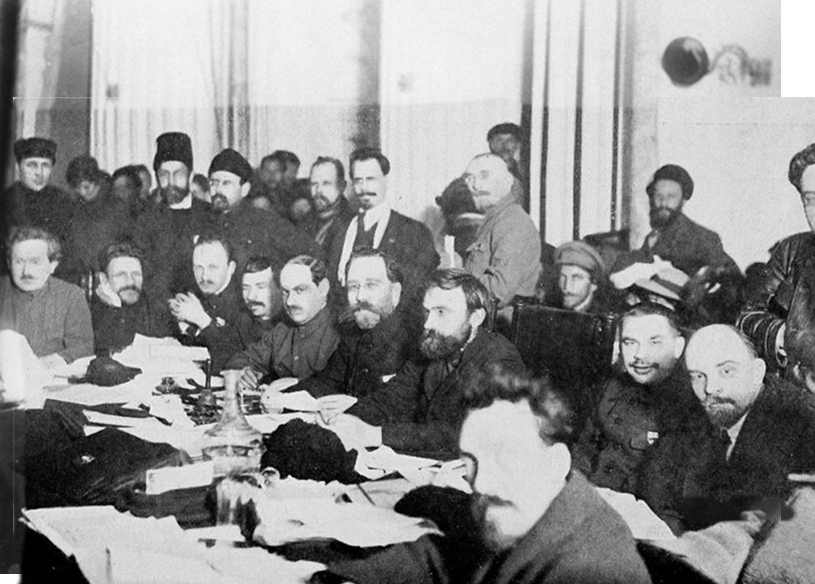

بُلشِویک‌ها (به روسی: большевики) (در روسی به معنای اکثریت)، بخش مارکسیست انقلابی، رادیکال و یکی از دو شاخهٔ اصلی حزب سوسیال دموکرات کارگری روسیه بودند. بلشویک‌ها در دومین کنگرهٔ حزب، در ۱۹۰۳ میلادی، به رهبری ولادیمیر لنین، از منشویک‌ها (اقلیت) جدا شدند و سرانجام پس از انقلاب اکتبر، حزب کمونیست اتحاد شوروی را تشکیل دادند.
بلشویک‌ها پس از تشکیل حزب خود در سال ۱۹۱۲، در طول انقلاب اکتبر در جمهوری روسیه در نوامبر ۱۹۱۷، قدرت را به دست گرفتند و دولت موقت الکساندر کرنسکی را سرنگون کردند و به عنوان تنها حزب حاکم در روسیه شوروی بعدی و کشور جانشین آن، شوروی تبدیل شدند. آنها خود را رهبران پرولتاریای انقلابی روسیه می‌دانستند. از عقاید و اعمال آنها غالباً تحت عنوان بلشویسم یاد می‌شود.

## ایدئولوژی لنین در کتاب «چه باید کرد؟»
جزوه سیاسی "چه باید کرد؟" از لنین که در سال ۱۹۰۱ نوشته شد، به تسریع جدایی بلشویک‌ها از منشویک کمک کرد. در آلمان، این کتاب در سال ۱۹۰۲ منتشر شد. اما در روسیه، سانسور شدید انتشار و توزیع آن را غیرقانونی اعلام کرد. یکی از نکات اصلی در نوشتن لنین این بود که انقلابی تنها با رهبری قدرتمند که می‌تواند تمام زندگی خود را وقف این امر کند، حاصل می‌شود. پس از اینکه انقلاب پیشنهادی با موفقیت دولت را سرنگون کرد، این رهبری قدرتمند قدرت را رها می‌کند و اجازه می‌دهد سوسیالیسم به‌طور کامل توسعه یابد. لنین گفت که اگر انقلابیون حرفه‌ای کنترل کارگران را حفظ نکنند، آنگاه آنها اهداف حزب را از دست می‌دهند و عقاید مخالف را اتخاذ می‌کنند، یا حتی انقلاب را کاملاً کنار می‌گذارند.
این جزوه همچنین نشان داد که دیدگاه لنین در مورد روشنفکر سوسیالیست با نظریه مارکسیست همخوانی دارد. به عنوان مثال، لنین با آرمان مارکسیستی طبقه‌های اجتماعی متوقف شد و در نهایت «پژمردگی دولت» موافقت کرد. اکثر اعضای حزب رفتار نابرابر با کارگران را غیراخلاقی می‌دانستند و به ایده جامعه کاملاً بی طبقه وفادار بودند. این جزوه همچنین نشان داد که لنین با گروه دیگری از اصلاح طلبان، معروف به «اقتصاددانان» مخالف بود، آنها که طرفدار اصلاحات اقتصادی بودند در حالی که دولت را نسبتاً بدون تغییر ترک می‌کردند و از نظر لنین، نتوانستند اهمیت اتحاد جمعیت کارگر را در پس اهداف حزب تشخیص دهند.

## دومین کنگره حزب
در دومین کنگره RSDLP، که در اوت ۱۹۰۳ در بروکسل و سپس لندن برگزار شد، لنین و ژولیوس مارتوف در مورد قوانین عضویت حزب اختلاف نظر داشتند. لنین، که توسط گئورگی پلخانف حمایت می‌شد، می‌خواست عضویت را به کسانی که تمام وقت از حزب حمایت می‌کردند و با اطاعت کامل از رهبری حزب منتخب کار می‌کردند، محدود کند. مارتوف می‌خواست عضویت خود را به هر کسی «که برنامه حزب را به رسمیت می‌شناسد و از طریق مادی و با کمک شخصی منظم و تحت هدایت یکی از سازمان‌های حزب از آن پشتیبانی می‌کند» گسترش دهد؛ که تمام وقت و انرژی خود را صرف توسعه حزب به سازمانی می‌کنند که می‌تواند یک انقلاب موفق پرولتری علیه خودکامگی تزاری را رهبری کند.

## تشکیل یک حزب جداگانه
این جناح‌ها در ژانویه ۱۹۱۲ پس از آنکه بلشویک‌ها یک کنفرانس حزب فقط در بلشویک‌ها را برگزار کردند و منشویک‌ها و متخلفان را به‌طور رسمی از حزب اخراج کردند، روابط خود را برای همیشه قطع کردند. در نتیجه، آنها جناحی در RSDLP را متوقف کردند و در عوض خود را یک حزب مستقل اعلام کردند، حزب کارگر سوسیال دموکرات روسیه (بلشویک‌ها) - یا RSDLP (ب). به‌طور غیررسمی از این حزب به عنوان حزب بلشویک نام برده شده‌است. در طول قرن بیستم، این حزب نام‌های مختلفی را برگزید. در سال ۱۹۱۸، RSDLP (b) به حزب کمونیست تمام روسیه (بلشویک‌ها) تبدیل شد و تا سال ۱۹۲۵ در این کشور باقی ماند.

## کتابشناسی
- Pipes, Richard (1995), A concise History of the Russian Revolution, New York, ISBN 978-0-679-42277-8.